# Kai Tietje

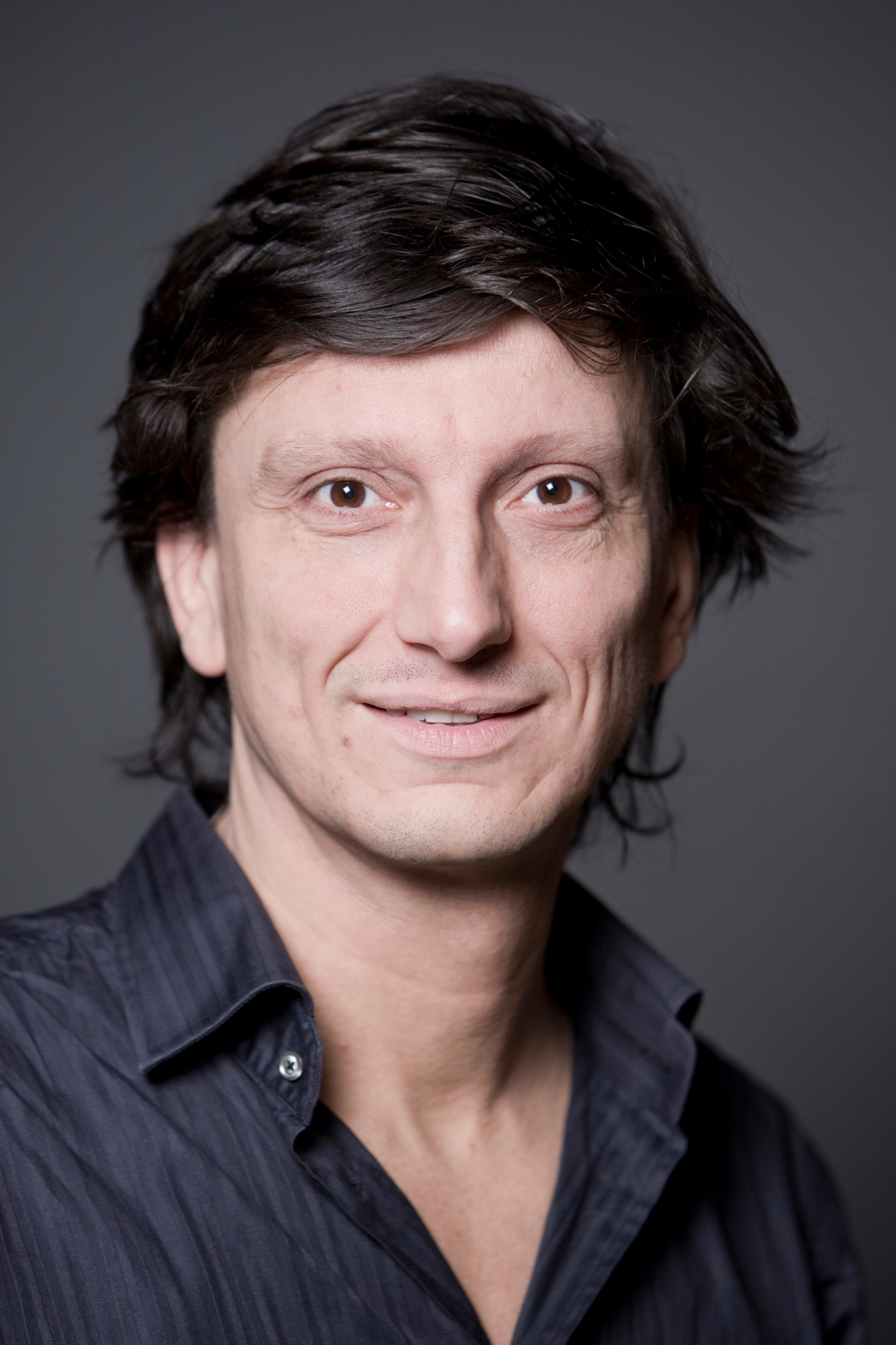
Kai Tietje

Kai Tietje (* 23. Dezember 1968 in Aschaffenburg) ist ein deutscher Dirigent, Arrangeur, Pianist und Komponist.

## Leben
Kai Tietje absolvierte zunächst in Düsseldorf ein Studium zum Diplom-Ton- und Bildingenieur, bevor er seine musikalische Ausbildung an der dortigen Robert Schumann Hochschule in den Fächern Dirigieren und Klavier fortsetzte und mit Auszeichnung abschloss.
Nach dem Studium ging er 2000 als Kapellmeister an das Musiktheater im Revier Gelsenkirchen, wo er für zahlreiche Einstudierungen von Opern, Operetten und insbesondere Musicals verantwortlich zeichnete. So brachte er u. a. das Schalke-Musical „Nullvier – Keiner kommt an Gott“ vorbei zur Uraufführung, das für ausverkaufte Vorstellungen und große Medienresonanz sorgte. Für die Musikalische Leitung der Musicals „Crazy For You“ und „Anything Goes“ wurde er 2002 mit dem Gelsenkirchener Theaterpreis ausgezeichnet. Parallel zu einem anschließenden Engagement als Studienleiter am Theater Nordhausen/Loh-Orchester Sondershausen ab 2009 übernahm er die musikalische Leitung am Staatstheater Nürnberg für die Musicals „Silk Stockings“ und „Sweet Charity“, am Theater Dortmund für „Evita“ und am Staatstheater Kassel für „South Pacific“.
Zwischen 2010 und 2012 war er Dirigent bei den Vereinigten Bühnen Wien („Ich war noch niemals in New York“, „Sister Act“, „Tanz der Vampire“). Am Landestheater Linz war er von 2012 bis 2015 Kapellmeister und Musikalischer Leiter der Musicalsparte und dort für alle Neu-Produktionen verantwortlich („Les Misérables“, „Company“ u. v. a). Er dirigierte zudem bei den Bad Hersfelder Festspielen („Anatevka“), am Theater Hof („Sunset Bouvelard“), an der Bayerischen Theaterakademie August Everding in München („Ordinary Days“), am Staatstheater Nürnberg („Lights Of Broadway“), am Theater Basel („Spuk in der Villa Stern“) und am Casinotheater Winterthur („Die Rache der Fledermaus“). Seit 2014 ist er ständiger Gastdirigent an der Komischen Oper Berlin („Clivia“, „Spoliansky Revue“, „Roxy und ihr Wunderteam“). Seit 2018 arbeitet er als Gastdirigent mit dem WDR Funkhausorchester Köln („Der fliegende Holländer“ [Musical], „Beer Bitches“).
Neben seiner Dirigiertätigkeit und der musikalischen Leitung am Klavier arbeitet Kai Tietje als Bearbeiter und Arrangeur von Operetten, Musicals und Songs sowie als Entwickler neuer Stücke. Er schrieb zahlreiche von der Fachwelt gepriesene Orchesterarrangements und Neubearbeitungen für von ihm dirigierte Produktionen, aber auch andere, so für die Volksoper Wien, das Theater Basel, das Hessische Staatstheater Wiesbaden und die Staatsoper Hannover. Für das Theater Nordhausen entwickelte, arrangierte und leitete er regelmäßig Konzertprogramme zwischen Klassik und Rock.
Mit dem Regisseur Stefan Huber entstand eine Neufassung der Operette „Clivia“ von Nico Dostal – von der Presse als „ein musikalisches Dauerfeuerwerk“ hochgelobt – und in Zusammenarbeit mit dem Regisseur Peter Lund eine Neufassung von „Axel an der Himmelstür“ von Ralph Benatzky – als „Gesamtkunstwerk“ gepriesen. Zusammen mit Stefan Huber und Domenico Blass entwickelte er 2015 für das Theater 11 in Zürich das umjubelte Compilation-Musical „Io Senza Te“, das mit dem Prix Walo, der wichtigsten Auszeichnung im Schweizer Showbusiness, als beste Bühnenproduktion geehrt wurde.
2018 brachte er in Winterthur mit „Die Rache der Fledermaus“ eine gefeierte, witzig-parodistische Fassung der Strauss-Operette mit den Geschwister Pfister in den Hauptrollen heraus, die 2021 im Bernhard Theater in Zürich wiederaufgenommen wird. Im selben Jahr feierte an der Volksoper Wien seine Neufassung von Emmerich Kálmáns „Csárdásfürstin“ Premiere und einen weiteren Riesenerfolg. Mit der Neufassung der Fußballoperette „Roxy und ihr Wunderteam“ für die Komische Oper Berlin 2019 hauchte Kai Tietje dem schwungvollen Meisterwerk von Paul Abraham neues Leben ein. Dieses Stück wird im September 2022 in einer Neuproduktion auch an der Volksoper Wien unter seiner Leitung zu hören sein.
Ausgehend von Kurt Weills Song-Skizzen zum Thema Huckleberry Finn entwickelte er zudem mit dem Autor John von Düffel ein Tom-Sawyer-Orchestermusical für die Komische Oper Berlin (UA voraussichtlich 2023). Mit Stefan Huber entstand die musikalische Revue „Born to Be Wild?“ für das Theater Heilbronn, das 2020 dort seine Uraufführung erlebte und dann wegen der Corona-Krise nicht weiter zur Aufführung kam. Sie soll im Frühjahr 2022 wiederaufgenommen werden.

## Auszeichnungen
- 2002 Gelsenkirchener Theaterpreis.[1]
- 2015 Prix Walo (Beste Bühnenproduktion)

## Persönliches
Kai Tietje ist mit der Sopranistin Claudia Braun-Tietje verheiratet und hat eine Tochter. Sein Bruder ist der Theaterintendant Lars Tietje.

## Rezeption
Die Neue Musikzeitung schrieb zur Spoliansky-Revue an der Komischen Oper Berlin: „Die musikalische Mixtur von 21 Nummern aus diversen Revuen, Burlesken und Tonfilmen sowie Spolianskys Oper „Rufen Sie Herrn Plim!“ hat Kai Tietje in ein luftig changierendes Orchestergewand gehüllt [...]“. Der Opernhausblog Dortmund beschrieb Kai Tietje als einen „der wenigen Fachmänner der Musicalliteratur in Deutschland“. Die Frankfurter Allgemeine Zeitung (F.A.Z.) sah ihn bei den Bad Hersfelder Festspielen als „zupackenden neuen Dirigenten“. Der Tagesspiegel bescheinigte ihm „stilistisch-schillernd“ angelegte Orchester-Arrangements. DER STANDARD schrieb über sein Wirken an der Wiener Volksoper „Lund und Tietje ist mit dieser Produktion – vom wundervollen Vorspann bis zum Schnelldurchlauf am Ende – ein Gesamtkunstwerk gelungen, das mindestens mit fünfzig Oscars, Nestroys, Romys und Ähnlichem prämiert gehörte.“ und lobt die „famosen Arrangements von Tietje“. Die Welt bescheinigte ihm eine „liebevoll[e]“ Orchestrierung.

## Engagements (Auswahl)
- Musiktheater im Revier[1]
- Theater Nordhausen/Loh-Orchester Sondershausen[9]
- Staatstheater Kassel
- Theater Dortmund[10]
- Staatstheater Nürnberg
- Vereinigte Bühnen Wien
- Landestheater Linz
- Theater Hof
- Casinotheater Winterthur
- Bayerische Theaterakademie August Everding
- Theater Basel
- Komische Oper Berlin
- WDR Funkhausorchester Köln